# Ratchis
Ratchis (auch Rachis, Achis, Ratchildis) war von 744 bis 749 und ein zweites Mal von 756 bis 757 König der Langobarden.

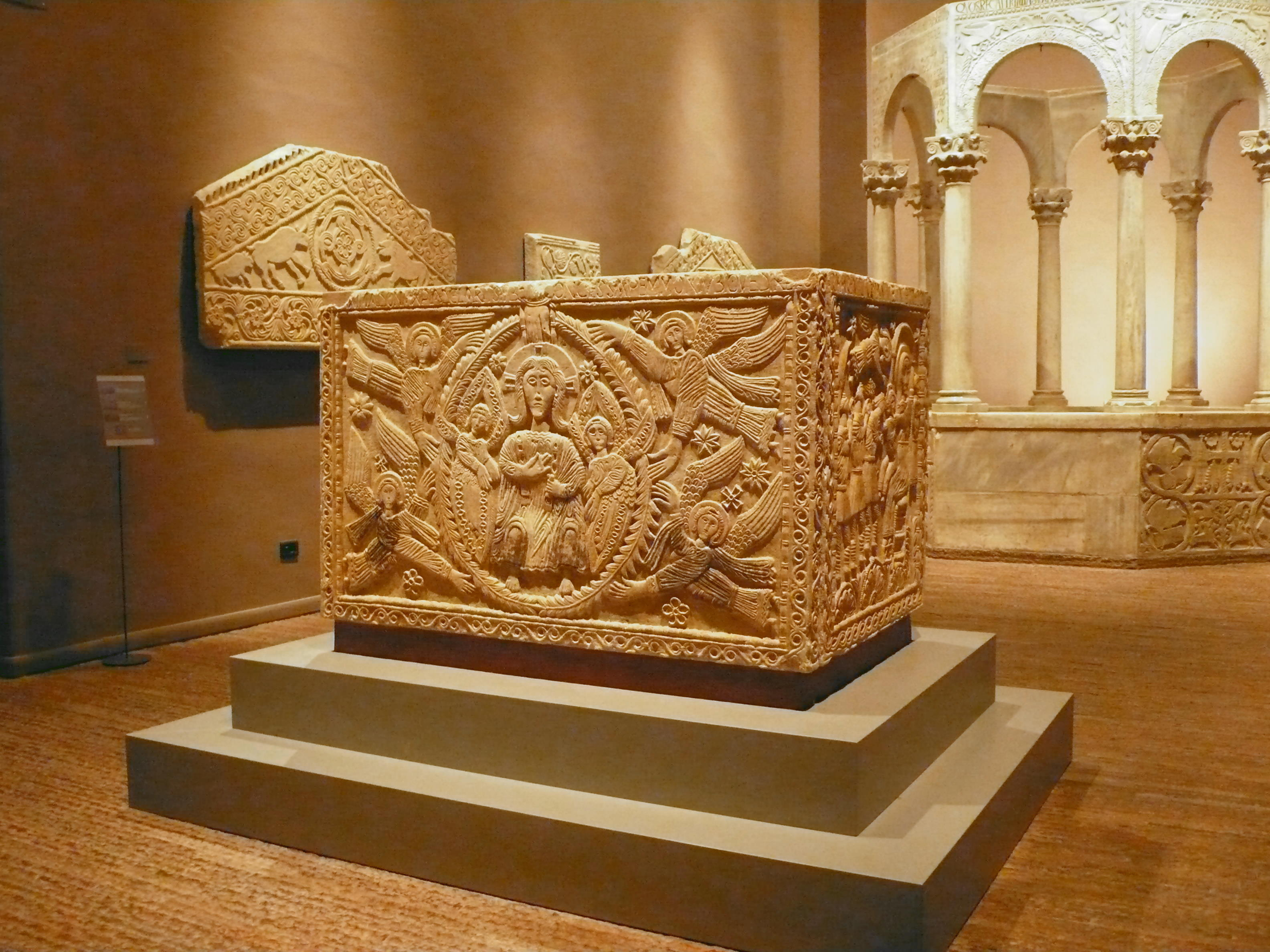
Sog. Altar des Ratchis, dem Andenken seines Vaters Pemmo geweiht

## Leben

### Bis zur Erhebung zum Herzog von Friaul, Beteiligung an Feldzügen König Liutprands
Ratchis war der älteste der drei Söhne des dux (Herzog) Pemmo von Friaul und dessen Frau Ratperga.
Als sein Vater Pemmo den Patriarchen Calixtus von Aquileia um 737 gefangen nahm, fiel er in Ungnade und Liutprand setzte Ratchis als dux ein. Pemmo floh mit seinen Anhängern zu den Slawen, bis Ratchis den König zur Versöhnung bewegen konnte. Pemmo wurde mit seinen Söhnen Ratchait und Aistulf begnadigt, die anderen Missetäter wurden eingesperrt.
Um 738 fiel Ratchis mit seinem Heer in das slowenische Carniola (Krain) ein. Zahlreiche Slawen fanden den Tod, das Land wurde verwüstet. Im Jahr 742 begleitete Ratchis König Liutprand auf einem Feldzug gegen den rebellischen dux Transamund II. von Spoleto. Liutprands anrückendes Heer wurde zwischen Fanum (Fano) und Forum Simphronii (Fossombrone) von einem spoletanisch-byzantinischen Heer angegriffen. Dux Ratchis von Friaul und sein Bruder Aistulf bildeten mit ihren Leuten die Nachhut und deckten den Vormarsch. Liutprand gelang es, Transamund abzusetzen und ihn dazu zu zwingen, ins Kloster zu gehen.

### Wahl zum König (744), Durchsetzung gegen Herzöge von Spoleto und Benevent
744 wurde König Hildeprand, der Nachfolger Liutprands, nach etwa 8-monatiger Herrschaft abgesetzt und stattdessen Ratchis zum König gewählt. Die Autonomiebestrebungen der südlichen Dukate Spoleto und Benevent waren zunächst erfolgreich, doch konnte Ratchis seine Vormachtstellung 746 zumindest gegenüber dux Lupus von Spoleto wiederherstellen.
Der als überaus fromm geschilderte Ratchis war offenbar um einen Ausgleich bemüht, um sich so besser gegen die expandierenden Franken behaupten zu können. Ratchis entfaltete eine rege Bautätigkeit und war auch ein Förderer des Paulus Diaconus, der vermutlich in Ratchis' Gefolge spätestens 744 an den Königshof in Pavia kam.

### Abbruch des Feldzugs gegen Byzantiner, Sturz (749/750)
Ratchis verfolgte eine pro-byzantinische Politik und bemühte sich um ein gutes Verhältnis zu den Romanen. Der langobardische Adel drängte ihn jedoch weiter zu einer aggressiven Außenpolitik, vor allem gegenüber Byzanz. Nachdem er von Papst Zacharias zu einem Abbruch des Feldzuges gegen die byzantinischen Besitzungen in Italien bewogen wurde, stürzte ihn 749 die anti-byzantinische Opposition und erhob seinen Bruder Aistulf zum König. Ratchis trat nach seiner Absetzung als Mönch ins Kloster Monte Cassino ein. Seine Frau Tassia und seine Tochter Rotrud gründeten das Frauenkloster Plumbariola, in das sie sich zurückzogen.

### Erneute Königsherrschaft nach dem Tod Aistulfs (756), Rebellion der Herzöge, endgültige Abdankung (757)
Nach dem Tode Aistulfs Ende 756, versucht er noch einmal, die Macht zu ergreifen. Im Norden konnte er sich zunächst durchsetzen. Ratchis führte nun den Titel „Knecht Christi und Fürst der Langobarden“. Die mittel- und süditalienischen Dukate Spoleto und Benevent wurden wieder autonom. Dux Desiderius von Tuscien beanspruchte ebenfalls den Thron und verbündete sich mit Papst Stephan II. und den Franken. Angesichts dieser Widerstände scheint Ratchis abgedankt zu haben. Er zog sich jedenfalls wieder ins Kloster Monte Cassino zurück, wo er später starb.

## Rechtswesen
Ratchis erließ eine Passvorschrift, um Flüchtlinge aus dem Königreich, geheime Unterhändler mit dem Ausland und andere „Verdächtige“ zu kontrollieren. Die Grenzwache sollte verstärkt und niemand ohne Pass eingelassen werden. Besonders scharf war die Überwachung an der tuskischen Grenze, wo ein bedeutender Pilgerweg nach Rom führte. Andere Gesetze regelten die Amtsführung seiner „Beamten“, stellten diese aber auch unter besonderen Schutz.